# 안현로 (청송군)
안현로(安見路, Anhyeon-ro)는 대한민국의 경상북도 청송군 안덕면 감은리에서 시작하여, 현동면 도평리를 거쳐 연결하는 도로이다.

## 노선 경로
| 삼거리 명칭 미상 | 68 청송로 68 청송로 | 안동 · 영천 방향 청송 · 안덕 방향 |
| 삼거리 명칭 미상 | 방호정로            | 안동 · 길안 방향                  |
| 현동면 ↓ (동쪽)  |                     |                                   |
| 신성교           |                     | 길안천                            |
| 안덕면 ↑ (서쪽)  |                     |                                   |
| 삼거리 명칭 미상 | 도평관길            | 청송 방향                         |
| 삼거리 명칭 미상 | 청송로              | 청송 방향 포항 방향               |